# Heliosciurus ruwenzorii
Heliosciurus ruwenzorii es una especie de roedor de la familia Sciuridae.

## Distribución geográfica
Se encuentran en Burundi, República Democrática del Congo, Ruanda, y Uganda.

## Hábitat
Su hábitat natural son: zonas subtropicales o tropicales húmedas montañas, y tierras de cultivo.